# Viorica
Viorica ist ein rumänischer weiblicher Vorname.

## Bekannte Namensträger
- Viorica Dăncilă (* 1963), rumänische Politikerin und Ministerpräsidentin
- Viorica Ioja (* 1962), ehemalige rumänische Steuerfrau im Rudern
- Viorica Moisuc (* 1934), rumänische Politikerin und ehemaliges Mitglied des Europäischen Parlaments
- Viorica Susanu (* 1975), rumänische Ruderin
- Viorica Țigău (* 1979), rumänische Leichtathletin
- Viorica Ursuleac (1894–1985), österreichische Opernsängerin
- Viorica Viscopoleanu (* 1939), ehemalige rumänische Leichtathletin